# South Creake
South Creake – wieś w Anglii, w hrabstwie Norfolk, w dystrykcie King’s Lynn and West Norfolk. Leży 46 km na północny zachód od Norwich i 165 km na północ od Londynu. Miejscowość liczy 536 mieszkańców.